# علي جابر (إعلامي)
علي جابر (5 أغسطس 1961 -)، إعلامي لبناني يشغل منصب مدير مجموعة إم بي سي.

## عن حياته
حصل في عام 1984 على البكالوريوس في إدارة الأعمال من الجامعة الأمريكية في بيروت كما حصل على الماجستير في الاتصالات العامة من جامعة سيراكيوز في الولايات المتحدة الأمريكية بعام 1986، ودكتوراه من جامعة كامبريدج في بريطانيا، يعمل مديرا عاما لقنوات إم بي سي.
وكان يُلقي محاضرات في الإنتاج التلفزيوني في الجامعة اللبنانية الأمريكية بالفترة من عام 1987 إلى 1997، وبعدها تولى إدارة تلفزيون من عام 1998 وحتى 2002
وهو المستشار الإعلامي في المكتب التنفيذي لصاحب السمو الشيخ محمد بن راشد آل مكتوم، ومؤسس ومدير إدارة تلفزيون المستقبل في الفترة من عام 1992 إلى 2003، وعميد كلية محمد بن راشد للإعلام في الجامعة الأمريكية في دبي منذ عام 2008 ومازال، وعضوا في لجنة التحكيم ببرنامج اكتشاف المواهب أرابز غوت تالنت.

## المناصب
بعض المناصب التي عمل بها:
- 1987 - 1993: يُلقي محاضرات في الإنتاج التلفزيوني بالجامعة الأمريكية في بيروت.
- 1987 - 1999: رئيس مراسلين (DPA) الألمانية.
- 1989 - 1994: مراسل لصحيفة نيويورك تايمز في لندن.
- 1992 - 2003: كلفه الرئيس السابق رفيق الحريري بترأس قناة المستقبل ونجح في إدارتها مع نجاحه في افتتاح قناة زين الشبابية.
- 2004 - 2008: التحق وعمل كمستشار وسائل إعلام وقدم أكبر إنجازاته فقد أعاد هيكلة قناة دبي من الصفر وافتتح بعهده القنوات التالية (تلفزيون دبي - سما دبي - دبي الرياضية - دبي ون).
- 2008 - 2011: عميد كلية محمد بن راشد للإعلام في الجامعة الأمريكية في دبي.
- مع بداية عام 2011 ظهر كحكم ضمن طاقم حكام برنامج أرابز غوت تالنت وحقق البرنامج نجاحاً باهراً وانتشاراً كبيراً في العالم العربي أجمع.

## العضوية
عضو في المنظمات غير الحكومية التالية:
- القيادات العربية الشابة (YAL).
- مبادرة كلينتون العالمية
- عضو جامعة فارس للعلوم